# Kfz-Kennzeichen (Katar)

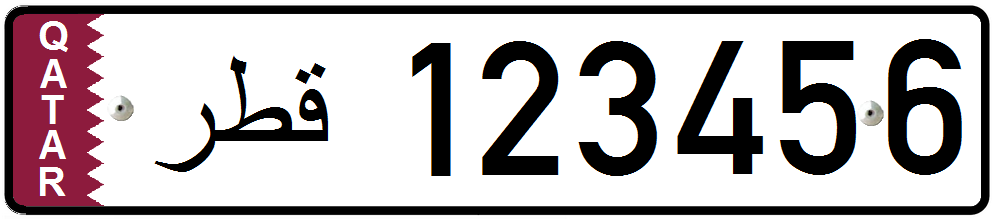
Aktuelles katarisches Kennzeichen

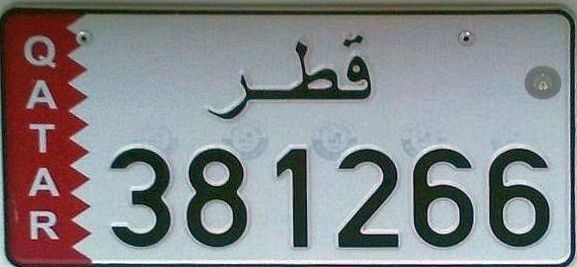
Kennzeichen 2012

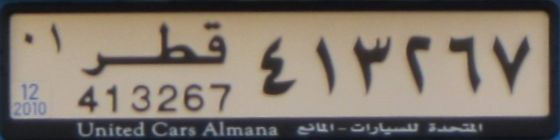
Kfz-Kennzeichen von Katar 1997–2011

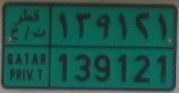
Kennzeichen vor 1997

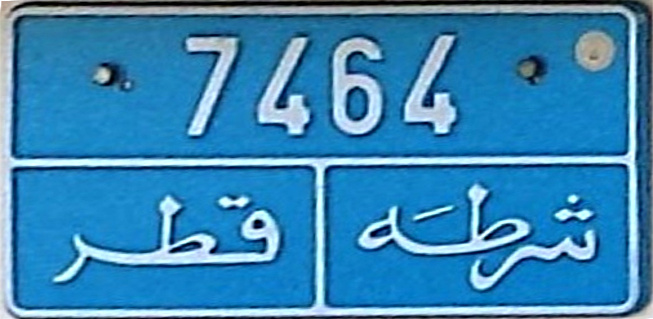
Polizei Kennzeichen

Die aktuellen Kfz-Kennzeichen von Katar wurden im Dezember 2011 eingeführt. Sie zeigen am linken Rand in Anlehnung an das Euro-Kennzeichen eine stilisierte katarische Flagge mit der weißen Inschrift QATAR in lateinischen Schriftzeichen. Auf weißem Grund folgt der Landesname in arabischer Schrift (arabisch قطر Qatar, DMG Qaṭar). Die eigentliche Registrierung besteht aus sechs Ziffern. Des Weiteren befindet sich noch ein Hologramm-Siegel auf dem Schild, das Fälschungen erschweren soll. Katarische Kfz-Kennzeichen werden sowohl in US-Größe als auch im europäischen Standardmaß (520 × 110 mm) vergeben.
Von 1997 bis 2011 besaßen die Schilder ebenfalls schwarze Aufschrift auf weißem Hintergrund. Sie zeigten zunächst den Landesnamen in arabischer Schrift (arabisch قطر Qatar, DMG Qaṭar) sowie eine zweistellige Zahl, die den Fahrzeugtyp verschlüsselte. ٠١ (01) stand hierbei für private Fahrzeuge. Die eigentliche Registrierung bestand aus maximal sechs Ziffern, die sowohl in arabischen als auch in lateinischen Schriftzeichen auf dem Kennzeichen erscheinen. Des Weiteren befand sich ein Sticker, der die maximale Gültigkeit der Zulassung in arabischen Schriftzeichen angab, auf dem Kennzeichen.
1983–1997 wurden Nummernschilder mit grünem Untergrund verwendet. Die Schilder waren in vier Felder unterteilt, wobei auf der linken Seite stets der Landesname und die Fahrzeuggattung sowohl auf Arabisch als auch auf Englisch (QATAR) erschienen. Auf der rechten Seite wurde die aus maximal sechs Ziffern bestehende Registrierungsnummer dargestellt.